# Observatoire (administration)
 (juin 2016).
 (juin 2016).
Si vous disposez d'ouvrages ou d'articles de référence ou si vous connaissez des sites web de qualité traitant du thème abordé ici, merci de compléter l'article en donnant les références utiles à sa vérifiabilité et en les liant à la section « Notes et références ».
Pour les articles homonymes, voir observatoire.
En France, il existe de multiples observatoires souvent créés par les collectivités et l'État.
Ces observatoires ont pour mission de compléter les connaissances afin de faciliter les prises de décisions et de faciliter l'accès à l'information dans différents domaines.
Il en existe à toutes les échelles territoriales, les plus pérennes et nombreux étant nationaux, régionaux ou départementaux.
Thématiques traitées par ces observatoires :

## Social
- Action sociale
  - Commission nouvelles stratégies d'action sociale
  - Observatoire de l'action sociale départementale
  - Observatoire de l'action sociale des villes
  - Observatoire sociologique du changement
  - Observatoire de la parentalité en entreprise

- Inégalités
  - Observatoire des inégalités
  - Observatoire des politiques locales de lutte contre l'exclusion
  - Observatoire national de l'action sociale décentralisée
  - Observatoire national de la pauvreté et de l'exclusion sociale
  - Observatoire de la parité entre les femmes et les hommes (Premier ministre)
  - Observatoire de l'enfance en danger
  - Observatoire de l'accueil de la petite enfance et du soutien à la famille
  - Observatoire National de la Politique de la Ville
  - Observatoire des Territoires

- Emploi
  - Observatoire du monde du travail
  - Observatoire des carrières
  - Observatoire des dirigeants
  - Observatoire des retraites (association Agirc-Arcco)

- Santé
  - Centre de recherche, d'études et de documentation en économie de la santé
  - Haut comité de santé publique
  - Observatoire français des drogues et des toxicomanies
  - Institut de veille sanitaire
  - Observatoire du soutien au vieillissement

- Culture
  - Observatoire national de la lecture
  - Observatoire des politiques culturelles (Ministère de la Culture)
  - Observatoire de l'économie du livre
  - Observatoire de l'emploi culturel
  - Observatoire de la pratique du Fest-noz

## Économie
- - Centre d'observation économique
  - Centre d'études et de recherches économiques sur l'énergie
  - Observatoire des matières premières
  - Observatoire économique des prix des produits agricoles et alimentaires
  - Observatoire économique de l'achat public
  - Observatoire français des conjonctures économiques
  - Observatoire du marché international de la construction
  - Observatoire du commerce et des échanges électroniques
  - Observatoire de l'énergie
  - Observatoire de la consommation
  - Observatoire de la publicité
  - Observatoire des coûts des passages portuaires 
  - Observatoire des exportations du ministère de l'équipement, des transports et du logement
  - Observatoire des stratégies industrielles
  - Observatoire des technologies stratégiques
  - Observatoire national des équipements commerciaux

- Tourisme
  - Observatoire économique et social du cheval
  - Observatoire national du tourisme

- Artisanat

- Métiers
  - Observatoire des métiers de l'assurance
  - Observatoire des métiers, de l'emploi et de la formation
  - Observatoire national des marchés immobiliers
  - Observatoire national des transports
  - Observatoire national du BTP
  - Observatoire prospectif des métiers et des qualifications du BTP
  - Observatoire national du service public de l'électricité 
  - Observatoire des métiers et des qualifications de la branche Retraite complémentaire et Prévoyance

## Arts
- - Observatoire critique
  - Observatoire de l'art contemporain
  - Observatoire des musées
  - Observatoire des arts numériques
  - Observatoire du Land Art
  - Observatoire Leonardo des Arts et des Techno-Sciences

## Arts et traditions
- Observatoire de la pratique du Fest-noz[1] (Association Tamm-Kreiz)

## Environnement
- Environnement
  - Observatoire national de la biodiversité[2]
  - Institut français de l'environnement
  - Observatoire national des zones humides
  - Observatoire et réseau des métiers et de l'emploi en environnement
  - Observatoire des pratiques et représentations sociales de l'environnement

- Écologie

- Air
  - Airparif (surveillance de la qualité de l’air en Île-de-France, association sans but lucratif)

- Eau
  - Observatoire de l'eau

- Faune

- Flore
  - Observatoire de la forêt méditerranéenne

## Divers
- - Observatoire démographique européen
  - Observatoire des finances locales, remplacé par l'Observatoire des finances et de la gestion publique locales
  - Observatoire des sciences et des techniques
  - Observatoire national de la sécurité des établissements scolaires
  - Observatoire national interministériel de la sécurité routière
  - Observatoire des tendances d'usages et des technologies du Web
  - Les observatoires par échelle territoriale
  - L'observatoire des centres sociaux : www.senacs.fr

Échelle nationale
Échelle régionale
Observatoire régional de la Santé
Observatoire régional des Transports
Observatoire régional de l'Environnement
Échelle départementale